# نادي الباطن
نادي الباطن لكرة القدم هو نادي كرة قدم سعودي محترف يقع مقره في حفر الباطن بالمنطقة الشرقية، وينافس في الدوري السعودي للمحترفين. تأسس عام 1979.من قبل الاسطورة أسامه بن علي بن مضحك القحطاني . ألوان الفريق هو اللونين الابيض و السماوي.يلعب الفريق مبارياته على أرضه على ملعب نادي الباطن.
في نهاية موسم 2007-08، صعد الفريق إلى دوري الدرجة الثانية السعودي. وفي 25 مارس 2011، صعد إلى دوري دوري الدرجة الأولى السعودي.

## تاريخ
تعاقب على رئاسة النادي منذ تأسيسه العديد من الرؤساء:
- عبد الله المسعر ( مؤسس النادي )
- محمد صالح الخربوش
- سليمان التركي
- نجم اللغيصم
- صالح العقيل
- صالح العساف
- تركي المطيري
- علي المطيري
- ناصر الهويدي
- خالد الهويدي (الرئيس الحالي للنادي)

## تشكيلة الفريق
ملاحظة: تشير الأعلام إلى المنتخب الوطني على النحو المحدد في قواعد الأهلية للفيفا. قد يحمل اللاعبون أكثر من جنسية واحدة غير تابعة للفيفا.
| الرقم | البلد    | المركز | اللاعب              |
| ----- | -------- | ------ | ------------------- |
| 2     | السعودية | مدافع  | صقر ممدوح           |
| 3     | السعودية | مدافع  | أحمد الحبيب         |
| 4     | السعودية | مدافع  | خالد الخثلان        |
| 5     | السعودية | مدافع  | فهد الجيزاني        |
| 6     | فرنسا    | مدافع  | تيبولت بيري         |
| 7     | السعودية | وسط    | مو آدامز            |
| 8     | السعودية | وسط    | عبد الكريم القحطاني |
| 10    | السعودية | وسط    | طارق المطيري        |
| 14    | السعودية | وسط    | حسن القيد           |
| 15    | السعودية | مهاجم  | عبد الرحمن سعد      |
| 16    | السعودية | وسط    | فرج الظفيري         |
| 17    | السعودية | مدافع  | عبد الله السهلي     |
| 19    | البرتغال | وسط    | أفونسو تايرا        |
| 22    | السعودية | حارس   | مشعل هريس           |
| 23    | السعودية | وسط    | عبد الرحمن أنور     |

| الرقم | البلد    | المركز | اللاعب                                  |
| ----- | -------- | ------ | --------------------------------------- |
| 24    | البرتغال | وسط    | جواو أمارال                             |
| 26    | السعودية | حارس   | فلاح الشمري                             |
| 27    | السعودية | مدافع  | ربيع هوساوي                             |
| 29    | السعودية | مدافع  | بدر ناصر                                |
| 30    | السعودية | حارس   | برجس الظفيري                            |
| 42    | هولندا   | مهاجم  | كيفن لوكاسن                             |
| 45    | السعودية | مهاجم  | وليد الشنقيطي                           |
| 47    | السعودية | وسط    | بدر العمير (معار من نادي القادسية)      |
| 49    | نيجيريا  | مهاجم  | إبراهيم توميوا                          |
| 77    | السعودية | مهاجم  | يوسف فواز                               |
| 87    | السعودية | مدافع  | عبد الله الرشيدي (معار من نادي الاتحاد) |
| 88    | السعودية | مدافع  | عبد الإله الشمري                        |
| 90    | السعودية | مهاجم  | ثامر الظفيري                            |
| 94    | السعودية | وسط    | نواف السحيمي                            |